# Mer de Yoldia
La mer de Yoldia est le nom donné par les géologues à une étape dans l'évolution de la mer Baltique. La mer de Yoldia serait apparue après que le lac proglaciaire Baltique eut été envahi par la mer au début de l'Holocène, entre -11600 et -11700 AP.

## Description
La fonte de l'inlandsis scandinave et de l'inlandsis canadien a fait monter le niveau des mers dès le début de l'Holocène. La mer aurait alors envahi le lac proglaciaire Baltique, situé à l'emplacement de la mer Baltique actuelle. La mer de Yoldia était alors une étendue d'eau saumâtre.

## Évolution

Carte du lac Ancylus vers -9000 AP

Cette étendue d'eau est devenue le lac Ancylus lorsque l'accès à la mer du Nord s'est fermé, à partir d'environ -10000 AP, à la suite du rebond isostatique de la plaque scandinave, consécutive à la fonte des glaciers.